# Ізекіль Джексон
Ріклон Стівенс (англ. Rycklon Stephens) — американський бодібілдер і професійний реслер. У WWE був відомий як Ізекіль Джексон.

## Ранні роки
Стівенс навчався в Університеті в Буффало. Після закінчення університету в 1996 році, він вступив до Корпусу морської піхоти США.

## Florida Championship Wrestling
Стівенс підписав контракт розвитку з World Wrestling Entertainment в березні 2007 року. Дебютував у FCW наприкінці червня. У своєму дебютному матчі 27 червня, він об'єднався з Кітом Уокером, щоб перемогти Кофі Кінгстона і Еріка Переса . Після цього продовжував змагання в одиночних або таг — тім поєдинках. 8 лютого 2008 він брав участь у таг — тім матчі. Його партнером по поєдинку став Брайан Келлі. Не дивлячись на гідний супротив, вони програли Стіву Левінгтону і Хіту Міллеру. 6 травня 2008, Стівенс провів свій останній матч у FCW і згодом підписав контракт з WWE.

## WWE
В 2010 почав виступати на RAW. На PPV Bragging Rights (2010) виступав за команду RAW в міжбрендовому командному матчі 7 на 7. У 2011 виступав в угрупованні Ядро на SmackDown!. На Реслманії 27 у складі Ядра програв командний поєдинок 4 на 4 проти Біг Шоу, Кейна, Сантіно Марелли і Кофі Кінгстона. 6 травня 2011 після перемоги над Біг Шоу Ядро напали на Стівенса в роздягальні, тим самим закінчивши його перебування в цьому угрупованні. 19 червня на WWE Capitol Punishment переміг Вейда Барретта і став Інтерконтинентальним чемпіоном. 1 липня зазнав поразки у матчі з Коді Роудсом через втручання Теда ДіБіасіі програв титул.
6 квітня 2014 був звільнений з WWE.

## Реслінг
Фінішер
- Torture Rack

Улюблені прийоми
- Multiple scoop slams
- Shoulder block

Музичні теми
- «Domination» від Evan Jones і Jim Johnston
- «End of Days» від Emphatic

## Титули і нагороди
Pro Wrestling Illustrated
- PWI ставить його #78 з топ 500 реслерів у 2011 році

World Wrestling Entertainment / WWE
- ECW Championship (1 раз)
- Інтерконтинентальний чемпіон WWE (1 раз)